# シン・マナヒロ
シン・マナヒロ（12月19日 - ）は、日本の音楽家、ソングライター、編曲家、マニピュレーター。オルタナティヴ・ロック主体の鋭い音楽性が特徴。東京都出身。ホリプロ所属。

## 概要
2017年より活動を開始。セルフプロデュースしているThe 5H1Nとしてはボーカル、ギター、ベース等を担当。レコーディングでは全てのプログラミングを手がけている。

## 提供作品・参加音源
アプリゲーム「8 beat Story♪」
- 8/pLanet!!  桜木ひなた（CV：社本悠）星宮ゆきな（CV：和氣あず未）源氏ほたる（CV：吉村那奈美）「Toi et Moi」（作詞・作曲・編曲）[2]

声優
- Erii（山崎エリイ） 2ndシングル「Remember me?」（作詞・作曲・編曲）